# IC 407
IC 407 — галактика типу Sc (компактна спіральна галактика) у сузір'ї Заєць.
Цей об'єкт міститься в оригінальній редакції індексного каталогу.